# Francis Johnston

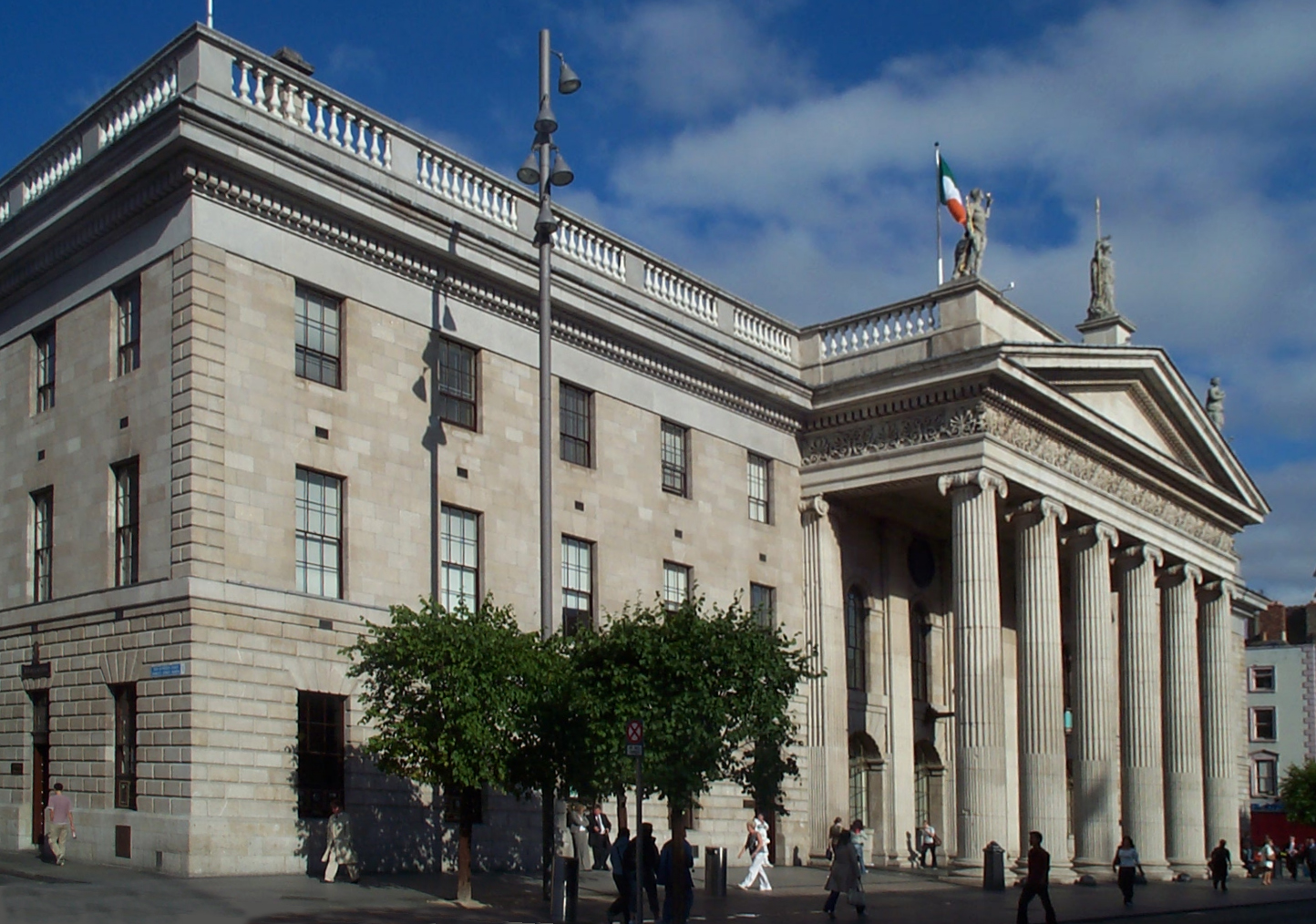
Il General Post Office

Francis Johnston (Armagh, 14 gennaio 1760 – Dublino, 14 marzo 1829) è stato un architetto irlandese, noto principalmente per la progettazione del General Post Office di O'Connell Street, a Dublino.

## Biografia
Johnston nacque ad Armagh, figlio di William Johnston, anch'egli architetto. Studiò architettura e fece pratica nella città natale per alcuni anni, prima di trasferirsi a Dublino intorno al 1793. Nel 1805 venne registrato al Board of Works come architetto.
Nel 1824 venne nominato presidente della Royal Hibernian Academy, fondata l'anno precedente e ne sistemò la sede nella Lower Abbey Street a proprie spese.

## Opere
I due primi progetti di Johnston riguardarono il completamento della Rokeby Hall e della Chiesa di Ballymakenny, nella Contea di Louth, secondo i progetti di Thomas Cooley, nel cui studio iniziò il praticantato. Townley Hall, situata a 5 km ad ovest di Drogheda, costruita nel periodo 1794-98, è considerata la sua opera più rappresentativa.
In un'epoca di grandi ricostruzioni nella Dublino Georgiana, Johnston fu uno degli architetti responsabili dell'allestimento dell'allora Sackville Street, l'attuale O'Connell Street). La grande Colonna e l'Ufficio Postale vennero progettati in armonia l'uno con l'altro, fornendo maestosità ed eleganza al boulevard.
L'opera di Johnston è interessante dal punto di vista architettonico in quanto essa tocca sia l'ambito Neoclassico che quello Neogotico. La sua Chapel Royal, nel Castello di Dublino (1807-1814), è un raffinato esempio di primo Gothic revival.  Su questo progetto (così come su molti altri) lavorò a stretto contatto con il decoratore George Stapleton, figlio del più celebre Michael. La cappella si dimostrò un edificio basilare per il successivo revival gotico irlandese; l'architetto di Cork Thomas Deane sfruttò ad esempio il dettaglio delle finestre come modello per quelle dell'Aula Maxima del Queens College Cork.
Tra gli altri progetti di rilievo curati da Johnston, sono da ricordare la costruzione della St. George's Church nella parte Nord di Dublino (1802), la supervisione alla riconversione del Parliament House nella sede della Bank of Ireland (1803) e la costruzione dell'ingresso Tudor Gothic del Royal Hospital di Kilmainham, Dublino. Quest'accesso era originariamente posto vicino al fiume Liffey, dal Bloody Bridge (ora Rory O'More Bridge), ma si dovette procedere a spostarlo in seguito alla costruzione della ferrovia - nel 1844 - che comportò un eccessivo congestionamento del traffico. Piazzò il proprio stemma personale al di sopra dell'arco, nascosto da un pezzo di legno pitturato a mo' di pietra: la sua idea fu quella di svelare solo alle future generazioni la presenza dello stemma, quando la tavola di legno si sarebbe decomposta. Ciò nonostante, il suo stratagemma venne scoperto già quando l'arco venne smontato per il trasferimento. Attualmente quindi lo stemma presente sul portale è quello del Royal Hospital.
Nel 1813 iniziò a lavorare - sempre a Dublino - sulle prigioni dette di Richmond Gaol per allentare la pressione carceraria della Newgate Prison, che era stata progettata dal suo maestro Thomas Cooley.
Svolse un ruolo fondamentale nella progettazione della Colonna di Nelson di Dublino, la cui costruzione cominciò nel 1808. I piani originali per la Colonna vennero sottoposti alla commissione organizzatrice da William Wilkins, architetto londinese, ed accettati dalla stessa. Ciononostante, in seguito la commissione si dichiarò incapace di "eseguire tale progetto precisamente rispetto a come ricevuto". Johnston "garantì l'assistenza necessaria con la sua nota abilità, che...egli concesse con estrema cortesia".  He made several drawings, one of which met the approval of the committee sufficiently for construction to start. Curiosamente, la lista spese per la costruzione della Colonna non include la parcella dell'architetto. La Colonna di Nelson venne distrutta da una bomba nel 1966.
Fu anche responsabile della progettazione del Charleville Forest Castle a Tullamore, Contea di Offaly, considerato una delle migliori produzioni di questo genere nel paese.